# 1962年の野球
1962年の野球（1962ねんのやきゅう）では、1962年の野球界における動向をまとめる。

## 競技結果

### 日本プロ野球

#### ペナントレース
| 順位 | 球団             | 勝 | 敗 | 分 | 勝率 | 差   |
| 1位  | 阪神タイガース   | 75 | 55 | 3  | .577 | 優勝 |
| 2位  | 大洋ホエールズ   | 71 | 59 | 4  | .546 | 4.0  |
| 3位  | 中日ドラゴンズ   | 70 | 60 | 3  | .538 | 5.0  |
| 4位  | 読売ジャイアンツ | 67 | 63 | 4  | .515 | 8.0  |
| 5位  | 広島カープ       | 56 | 74 | 4  | .431 | 19.0 |
| 6位  | 国鉄スワローズ   | 51 | 79 | 4  | .392 | 24.0 |

| 順位 | 球団               | 勝 | 敗 | 分 | 勝率 | 差   |
| 1位  | 東映フライヤーズ   | 78 | 52 | 3  | .600 | 優勝 |
| 2位  | 南海ホークス       | 73 | 57 | 3  | .562 | 5.0  |
| 3位  | 西鉄ライオンズ     | 62 | 68 | 6  | .477 | 16.0 |
| 4位  | 毎日大映オリオンズ | 60 | 70 | 2  | .462 | 18.0 |
| 4位  | 阪急ブレーブス     | 60 | 70 | 1  | .462 | 18.0 |
| 6位  | 近鉄バファローズ   | 57 | 73 | 1  | .438 | 21.0 |

#### 日本シリーズ
| 日付                             | 試合   | ビジター球団（先攻） | スコア | ホーム球団（後攻） | 開催球場       |
| -------------------------------- | ------ | -------------------- | ------ | ------------------ | -------------- |
| 10月13日（土）                   | 第1戦  | 東映フライヤーズ     | 5 - 6x | 阪神タイガース     | 阪神甲子園球場 |
| 10月14日（日）                   | 第2戦  | 東映フライヤーズ     | 0 - 5  | 阪神タイガース     | 阪神甲子園球場 |
| 10月15日（月）                   | 移動日 | 移動日               | 移動日 | 移動日             | 移動日         |
| 10月16日（火）                   | 第3戦  | 阪神タイガース       | 2 - 2  | 東映フライヤーズ   | 明治神宮野球場 |
| 10月17日（水）                   | 第4戦  | 阪神タイガース       | 1 - 3  | 東映フライヤーズ   | 明治神宮野球場 |
| 10月18日（木）                   | 第5戦  | 阪神タイガース       | 4 - 6x | 東映フライヤーズ   | 後楽園球場     |
| 10月19日（金）                   | 移動日 | 移動日               | 移動日 | 移動日             | 移動日         |
| 10月20日（土）                   | 第6戦  | 東映フライヤーズ     | 7 - 4  | 阪神タイガース     | 阪神甲子園球場 |
| 10月21日（日）                   | 第7戦  | 東映フライヤーズ     | 2 - 1  | 阪神タイガース     | 阪神甲子園球場 |
| 優勝：東映フライヤーズ（初優勝） |        |                      |        |                    |                |

#### 個人タイトル
|              | セントラル・リーグ | セントラル・リーグ | セントラル・リーグ | パシフィック・リーグ | パシフィック・リーグ | パシフィック・リーグ |
| タイトル     | 選手               | 球団               | 成績               | 選手                 | 球団                 | 成績                 |
| ------------ | ------------------ | ------------------ | ------------------ | -------------------- | -------------------- | -------------------- |
| 最優秀選手   | 村山実             | 阪神               |                    | 張本勲               | 東映                 |                      |
| 最優秀新人   | 城之内邦雄         | 巨人               |                    | 尾崎行雄             | 東映                 |                      |
| 沢村栄治賞   | 小山正明           | 阪神               |                    |                      |                      |                      |
| 首位打者     | 森永勝治           | 広島               | .307               | ブルーム             | 近鉄                 | .374                 |
| 最多本塁打   | 王貞治             | 巨人               | 38本               | 野村克也             | 南海                 | 44本                 |
| 最多打点     | 王貞治             | 巨人               | 85打点             | 野村克也             | 南海                 | 104打点              |
| 最多盗塁     | 河野旭輝           | 中日               | 26盗塁             | 広瀬叔功             | 南海                 | 50盗塁               |
| 最多安打     | 長嶋茂雄           | 巨人               | 151安打            | 榎本喜八             | 大毎                 | 160安打              |
| 最高出塁率   | 王貞治             | 巨人               | .376               | 張本勲               | 東映                 | .440                 |
| 最優秀防御率 | 村山実             | 阪神               | 1.20               | 久保田治             | 東映                 | 2.12                 |
| 最多勝利     | 権藤博             | 中日               | 30勝               | 久保征弘             | 近鉄                 | 28勝                 |
| 最多奪三振   | 小山正明           | 阪神               | 270奪三振          | 米田哲也             | 阪急                 | 231奪三振            |
| 最高勝率     | 小山正明           | 阪神               | .711               | 皆川睦男             | 南海                 | .826                 |

#### ベストナイン
|          | セントラル・リーグ | セントラル・リーグ | パシフィック・リーグ | パシフィック・リーグ |
| 守備位置 | 選手               | 球団               | 選手                 | 球団                 |
| -------- | ------------------ | ------------------ | -------------------- | -------------------- |
| 投手     | 村山実             | 阪神               | 稲尾和久             | 西鉄                 |
| 捕手     | 森昌彦             | 巨人               | 野村克也             | 南海                 |
| 一塁手   | 王貞治             | 巨人               | 榎本喜八             | 大毎                 |
| 二塁手   | 小坂佳隆           | 広島               | ブルーム             | 近鉄                 |
| 三塁手   | 長嶋茂雄           | 巨人               | 小玉明利             | 近鉄                 |
| 遊撃手   | 吉田義男           | 阪神               | 豊田泰光             | 西鉄                 |
| 外野手   | 近藤和彦           | 大洋               | 張本勲               | 東映                 |
| 外野手   | 並木輝男           | 阪神               | 山内一弘             | 大毎                 |
| 外野手   | 森永勝治           | 広島               | 吉田勝豊             | 東映                 |

### 高校野球
- 第34回選抜高等学校野球大会優勝：作新学院（栃木県）
- 第44回全国高等学校野球選手権大会優勝：作新学院（栃木県）

作新学院が史上初の春夏連覇

### 大学野球
- 第11回全日本大学野球選手権大会優勝：法政大

- 東京六大学野球連盟優勝 春：法政大、秋：慶應義塾大
- 東都大学野球連盟優勝 春：駒澤大、秋：日本大
- 関西大学野球連合優勝 春：関西大、秋：立命館大

### 社会人野球
- 第33回都市対抗野球大会優勝：日本石油

### メジャーリーグ
- ワールドシリーズ
ニューヨーク・ヤンキース（ア・リーグ） （4勝3敗） サンフランシスコ・ジャイアンツ（ナ・リーグ）

## できごと

### 1月
- 1月13日 - 広島は新首脳陣の陣容を発表し、平山智のコーチ兼任に、上田利治がコーチに就任[3]。

### 3月
- 3月30日 - 内村祐之コミッショナーが、1939年のヴィクトル・スタルヒンの勝利数を40勝から以前の42勝に戻す公式見解を発表。前年の稲尾和久の42勝はプロ野球タイ記録となる。

### 4月
- 4月7日
  - 第34回選抜高等学校野球大会の決勝戦が行われ、作新学院高校が日大三を1対0で破り、初優勝を達成[4]。
  - プロ野球のセントラル、パシフィック両リーグの公式戦が開幕[5]。
- 4月8日 - 阪急の杉山光平が大阪球場での対南海2回戦の4回表に安打を打ち、プロ通算1000安打を達成[6]。
- 4月19日 - 東映の毒島章一が後楽園球場での対阪急3回戦に出場し、プロ通算1000試合出場を達成[7]。
- 4月22日 - 阪神の三宅秀史が甲子園球場での対中日ダブルヘッダー第二試合の3回戦に出場し、プロ通算1000試合出場を達成[8]。
- 4月28日 - 東映の土橋正幸が平和台球場での対西鉄4回戦に先発して5勝目を挙げ、プロ通算100勝を達成[9]。

### 5月
- 5月1日 - 正午より丸の内の東京会館にて新コミッショナーの内村祐之の就任式が行われる[10]。
- 5月5日 -【MLB】ロサンゼルス・エンゼルスのボー・ベリンスキーが対ボルチモア・オリオールズ戦においてノーヒットノーランを達成、スコアは2対0。
- 5月25日 - 阪急の足立光宏が西宮球場での対南海8回戦に先発して17奪三振を記録し、1試合奪三振の新記録を達成[11]。
- 5月26日 - 南海は監督の鶴岡一人が休養し守備コーチの蔭山和夫が監督代行を務めると発表[12]。
- 5月27日 - 読売ジャイアンツの山崎正之がイースタン・リーグの対大洋ホエールズ戦において完全試合を達成。ウェスタン・リーグを含め、二軍公式戦ではノーヒットノーランを含めて初の無安打無得点記録となった[13]。

### 6月
- 6月2日 - 東京スタジアムの開場式が午後4時より行われ、パ・リーグ全6球団の選手が参加[14]。
- 6月17日 - 広島の長谷川良平が広島球場でのダブルヘッダー第1試合の対大洋11回戦の9回表に登板し、島田源太郎から三振を奪い、プロ通算1500奪三振を達成[15]。
- 6月30日 - 西鉄の高倉照幸が後楽園球場での対東映10回戦に出場しプロ通算1000試合出場を達成[16]。

### 7月
- 7月1日
  - 巨人の王貞治が対大洋戦（川崎）において一本足打法を初披露。第2打席で本塁打を記録するなど、この日3安打。
  - 大毎の葛城隆雄が日生球場での対近鉄ダブルヘッダー第1試合の14回戦の九回表に4号本塁打を打ち、プロ通算100本塁打を達成[17]。
- 7月12日
  - 国鉄の村田元一が後楽園球場での対阪神ダブルヘッダー第2試合に先発し、9回2死までパーフェクトに抑えるも、27人目の打者西山和良に安打を打たれ完全試合達成はならず[18]。試合は1－0で村田が勝利投手。
  - 大洋の秋山登が川崎球場での対広島15回戦の八回表に古葉毅から三振を奪い、プロ通算1500奪三振を達成[19]。
- 7月14日 - 近鉄の関根潤三が平和台球場での対西鉄9回戦に出場し、プロ通算1000試合出場を達成[20]。
- 7月19日
  - 阪神の小山正明が広島球場での対広島17回戦で勝利投手となり、プロ通算250勝を達成[21]。
  - 大洋の鈴木武が川崎球場での対国鉄3回戦に三回表から出場し、プロ通算1000試合出場を達成[22]。
- 7月21日 - 大洋の森徹が広島市民球場での対広島16回戦で12号本塁打を打ち、プロ通算100本塁打を達成[23]。
- 7月22日 - 近鉄が東京スタジアムでの対大毎ダブルヘッダーの第1試合18回戦の1回表に、1番の矢ノ浦国満から8番の吉沢岳男まで8者連続得点を記録、パ・リーグ4度目の記録[24]。この試合で近鉄は1回表に8点を挙げ、第2試合の1回表にも8点を挙げる[25]。
- 7月29日 - 南海の島原輝夫が大阪球場での対西鉄20回戦の5回表に代打で出場し、プロ通算1000試合出場を達成[26]。

### 8月
- 8月1日 -【MLB】レッドソックスのビル・モンボークエットが対シカゴ・ホワイトソックス戦においてノーヒットノーランを達成、スコアは1対0[27]。
- 8月2日 - 川崎球場は有料入場者数を発表。この日の大洋対広島20回戦は2500人[28]。
- 8月3日 - フジテレビは午後3時からホテルオークラにて記者会見し、国鉄スワローズの経営に参加すると正式に発表[29]。
- 8月5日 - 第33回都市対抗野球大会の決勝戦が行われ、日本石油が日本通運名古屋を12対0で破り、2年連続4度目の優勝を達成。
- 8月7日 - 南海の岡本伊三美が大阪球場での対阪急20回戦でプロ通算1000安打を達成[30]。
- 8月8日 - 去る5月26日より休養していた南海の鶴岡一人が監督に復帰[31]。
- 8月12日 - 西鉄の仰木彬が平和台球場での対東映20回戦に出場し、プロ通算1000試合出場を達成[32]。
- 8月19日
  - 第44回全国高等学校野球選手権大会の決勝戦が行われ、作新学院高校が久留米商を1対0で破り、 史上初の春夏甲子園連覇となる初優勝を達成。
  - 阪急の米田哲也が西宮球場での対東映16回戦の六回表に安藤順三から三振を奪い、プロ通算1000奪三振を達成[33]。
- 8月25日 - 西鉄の稲尾和久が東京球場での対大毎16回戦で勝利投手となり、プロ通算200勝を達成[34]。
- 8月30日 - 国鉄の金田正一が後楽園球場での対大洋ダブルヘッダー第1試合の25回戦の十二回表に桑田武から三振を奪い、プロ通算3500奪三振を達成[35]。

### 9月
- 9月2日 - 国鉄の金田正一が後楽園球場での対巨人25回戦の九回裏に藤尾茂から三振を奪い、ウォルター・ジョンソンの持つメジャー・リーグの記録と並ぶ通算3508奪三振を記録[36]。
- 9月5日
  - 国鉄スワローズの金田正一が後楽園球場での対巨人27回戦の二回裏に坂崎一彦から三振を奪い、ウォルター・ジョンソンの持つメジャー・リーグ記録を更新する通算3509奪三振を記録[37]。
  - 阪急のロベルト・バルボンが大阪球場での対南海24回戦に出場し、プロ野球通算1000試合出場を達成[38]。
- 9月6日 - 阪神の三宅秀史が川崎球場にて試合前、外野にてキャッチボール中に小山正明の投げた球が左眼に直接ぶつかり、球場近くの川崎市民病院にて診察を受け「最低1週間の入院が必要。失明の恐れはない」との診断をうけ、同球場での対大洋24回戦を欠場。全イニング連続試合出場のプロ野球記録が700で止まる[39]。
- 9月7日 - 阪急はラリー・レインズとの契約を9月1日付で解除したと発表。レインズからの「家庭の事情により退団したい」との申し出を認める[40]。
- 9月11日 - 東映が神宮球場での対大毎23回戦の二回から六回まで5イニング連続併殺のパ・リーグ新記録[41]。
- 9月12日 - 阪神のマイク・ソロムコが1甲子園球場での対大洋24回戦にて2三振を喫し、1957年に巨人・宮本敏雄が記録したシーズン最多三振108のセ・リーグ記録を更新するシーズン109三振となる[42]。
- 9月15日
  - 国鉄の金田正一が後楽園球場での対阪神22回戦で20勝目を挙げ、12年連続20勝を達成[43]。
  - 巨人の藤田元司が広島球場での対広島20回戦で12勝目を挙げ、プロ通算100勝を達成[44]。
- 9月18日 - 大毎の葛城隆雄が東京球場での対南海23回戦の四回裏に二塁打を打ち、プロ通算1000安打を達成[45]。
- 9月22日 - 大洋は川崎球場での対中日24回戦において、大洋の三原修監督による「ルールのスキをついた」とされる スタメンに偵察メンバーを7人使用。試合は3対2で大洋が勝利[46]。
- 9月30日
  - 2位の南海が藤井寺球場での対近鉄ダブルヘッダー第1試合で25回戦に4対5で敗れたため、東映フライヤーズが球団創設以来初のパ・リーグ優勝を達成[47][注釈 1]。
  - 大毎の榎本喜八が東京スタジアムでの対東映26回戦の3回表に17号本塁打を放ち、プロ通算100本塁打を達成[50]。

### 10月
- 10月3日 - 阪神タイガースが甲子園球場での対広島26回戦で6対0と勝利し、1947年以来15年ぶり、2リーグ制となってからは初のリーグ優勝を達成[51]。先発の小山正明が完封勝利を挙げ、セ・リーグ新記録となる一シーズン最多の13完封勝利[52]{。
- 10月5日 - プロ野球の1962年度の最高殊勲選手、最優秀新人、ベストナインを決める記者投票の開票が行われ、セ・リーグは阪神の村山実、パ・リーグは張本勲。最優秀新人にセ・リーグは城之内邦雄、パ・リーグは尾崎行雄が選出される。城之内は満票[53]。
- 10月6日
  - 大毎の柳田利夫が東京球場での対西鉄26回戦の5回裏に13号3点本塁打を打ち、近鉄・森下重好、大映・加藤正二に次いで史上3人目の5試合連続本塁打を記録[54]。
  - 国鉄は午後3時より東京駅構内のレストラン「東京」にて記者会見し、来シーズンより監督の砂押邦信をヘッドコーチとし、新監督に浜崎真二が就任すると発表[55]。
  - 【MLB】ボストン・レッドソックスはジョニー・ペスキーが監督に就任すると発表[56]。
- 10月7日 - 中日の権藤博が川崎球場での対大洋26回戦に先発して完封で30勝目を挙げ、セ・リーグ新記録の2年連続30勝を達成[57]。
- 10月8日 - 沢村栄治賞の選考が東京運動記者クラブ部長会によって午後零時半から銀座西のホテル日航にて行われ、阪神の小山正明が選出される[58]。
- 10月15日 - 中日は午前10時より東京観光ホテルにて記者会見し、元ピッツバーグ・パイレーツのジム・マーシャルの入団を正式に発表[59]。
- 10月16日 - 【MLB】ワールドシリーズ第7戦が行われ、ニューヨーク・ヤンキースがサンフランシスコ・ジャイアンツを1対0で破り、4勝3敗で2年連続20度目の優勝を達成。
- 10月21日 - プロ野球日本シリーズ第7戦が午後1時1分から甲子園球場で行われ、東映が阪神に延長12回2-1で勝利し、初の日本一を達成[60]。
- 10月27日 - 大毎のオーナーの永田雅一は監督の宇野光雄について「宇野君には一軍の監督をやめてもらう」と言明。夜、松浦晋球団代表も「宇野君にはとうにいいわたしてあった」と認める[61]。

### 11月
- 11月5日 - 大毎は午前11時より東京・京橋の大映本社にて幹部会議を開き、来年の新監督として二軍監督の本堂保弥の昇格を決定[62]。
- 11月7日 - 阪急は午後5時から大阪市梅田区の航空ビル内「シルバー」にて記者会見し、監督の戸倉勝城を解任し、後任にコーチの西本幸雄が新監督に就任すると正式に発表[63]。
- 11月15日 - 大毎は来年の一軍コーチ陣を正式に発表。一軍監督本堂保弥、打撃コーチ藤井勇、投手コーチ植村義信、内野コーチ坂本文次郎、二軍監督田中義雄[64]。
- 11月26日 - 西鉄の球団社長の西亦次郎は午後6時半から球団事務所にて会見し、豊田泰光を国鉄へ金銭トレードすると発表[65]。
- 11月27日 - 広島は広島市のグランドホテルにて緊急の役員会を開き、球団社長の伊藤信之の辞任を了承し後任に東洋工業社長の松田恒次が就任し、また新監督に白石勝巳が就任すると決定[66]。

### 12月
- 12月1日 - 大洋は午後、東京・銀座の球団事務所にて来年の首脳陣を発表。秋山登が一軍投手コーチ兼任、二軍監督に前一軍打撃コーチの宮崎要、スカウト部長に前二軍監督の保井浩一が就任[67]。
- 12月10日 - 中部日本新聞社は午後3時から球団担当の役員会議を開き、中部日本放送の野球解説者で球団OBの杉浦清を新監督に招聘し、監督の濃人渉を二軍監督とする人事を決定[68]。
- 12月17日 - 中日の一軍前監督の濃人渉が中日本社にてオーナーの大島一郎と会見し、球団から要請された二軍監督の就任を固辞し、技術顧問として球団に残ることを決定[69]。
- 12月23日 - 広島の斎藤達雄と大毎の佐々木勝利の交換トレードが成立したと広島が発表[70]。
- 12月25日 - 巨人は午後、読売新聞社特別会議室にて株主総会を開き、取締役の宇野庄司の退任、読売新聞社取締役の正力亨の副社長就任を承認[71]。

## 誕生

### 1月
- 1月1日 - 森浩二
- 1月2日 - 正田耕三
- 1月12日 - 堀井哲也
- 1月22日 - 謝長亨
- 1月23日 - ベニー・ディステファーノ
- 1月26日 - リック・シュー

### 2月
- 2月5日 - 川原新治
- 2月6日 - 佐藤和史
- 2月16日 - ドウェイン・ヘンリー
- 2月17日 - 嶋田宗彦

### 3月
- 3月20日 - 郭泰源
- 3月22日 - 片岡光宏

### 4月
- 4月2日 - 小川博
- 4月3日 - 刀根剛
- 4月6日 - 秋山幸二
- 4月10日 - 広澤克実
- 4月12日 - 中条善伸
- 4月17日 - 吉村元富
- 4月20日 - 金城博和
- 4月26日 - 中西清起
- 4月28日 - 河野博文

### 5月
- 5月4日 - 川村一明
- 5月8日 - オレステス・デストラーデ
- 5月10日 - ジョーイ・マイヤー
- 5月15日 - 本西厚博
- 5月16日 - 渡部勝美
- 5月19日 - 宮下正彦（+ 2008年）
- 5月23日 - 小川宗直
- 5月26日 - 長谷川国利
- 5月27日 - 白幡隆宗（+ 没年不詳）

### 6月
- 6月2日 - ダネル・コールズ
- 6月2日 - 森忠仁
- 6月6日 - 高仁秀治
- 6月9日 - 佐藤洋
- 6月16日 - 宮城弘明
- 6月17日 - 青木秀夫
- 6月19日 - 西本和人
- 6月22日 - ブライアン・プライス
- 6月28日 - 松林和雄
- 6月30日 - トニー・フェルナンデス（+ 2020年）

### 7月
- 7月1日 - ジェシー・リード
- 7月7日 - 藤井康雄
- 7月20日 - 山崎賢一
- 7月20日 - 玄岡正充
- 7月27日 - 中島輝士
- 7月29日 - 秦真司
- 7月29日 - 芝正

### 8月
- 8月1日 - スコット・アンダーソン
- 8月3日 - 上田和明
- 8月4日 - ロジャー・クレメンス
- 8月8日 - 大津一洋
- 8月9日 - 竹田光訓
- 8月12日 - デビット・パブラス
- 8月13日 - 佐藤文彦
- 8月15日 - 愛甲猛
- 8月19日 - 小野和幸
- 8月22日 - ダリン・ジャクソン
- 8月23日 - 渡真利克則
- 8月29日 - 伊東勤

### 9月
- 9月1日 - 飯塚富司
- 9月1日 - 大久保哲也
- 9月2日 - 和田豊
- 9月2日 - ジョニー・パリデス（+ 2020年）
- 9月3日 - 榊原聡一郎
- 9月8日 - 高山郁夫
- 9月14日 - 駒田徳広
- 9月27日 - ドン・シュルジー

### 10月
- 10月7日 - タイラー・バン・バークレオ
- 10月9日 - 佐々木修
- 10月13日 - 山脇光治
- 10月17日 - グレン・ブラッグス
- 10月21日 - リチャード・ウィッグス
- 10月26日 - 古谷盛人
- 10月30日 - 中馬賢治

### 11月
- 11月3日 - 原伸次
- 11月9日 - ディオン・ジェームス
- 11月17日 - 西村基史
- 11月26日 - チャック・フィンリー
- 11月26日 - 横田真之
- 11月29日 - 山下和彦

### 12月
- 12月3日 - 久保文雄
- 12月8日 - 広瀬新太郎
- 12月10日 - 矢野和哉
- 12月17日 - 橘高淳
- 12月19日 - 安部理
- 12月21日 - 国松慶輝
- 12月24日 - 石本貴昭

## 死去
- 4月18日 - 佐藤武夫（* 1916年）
- 6月27日 - 永利勇吉（* 1920年）